# Guepiniopsis buccina
Espèce
Guepiniopsis buccina est une espèce de champignons de la famille des Dacrymycetaceae.